# Bacillus coagulans
Bacillus coagulans é uma espécie de Bacillus que pode contaminar conservas alimentícias produzindo um sabor ácido. É capaz de crescer mesmo em alimentos muito ácidos para outras bactérias.